# Nephrotoma cacuminis
Nephrotoma cacuminis är en tvåvingeart som beskrevs av Alexander 1946. Nephrotoma cacuminis ingår i släktet Nephrotoma och familjen storharkrankar.
Artens utbredningsområde är Ecuador. Inga underarter finns listade i Catalogue of Life.